# Maren Kirkeeide
Maren Kirkeeide (1º marzo 2003) è una biatleta norvegese.

## Biografia
Maren Kirkeeide, attiva dalla stagione 2021-2022, in Coppa del Mondo ha esordito il 12 gennaio 2023 a Ruhpolding in individuale (50ª) e ha conquistato il primo podio il 1º dicembre 2024 a Kontiolahti in staffetta (3ª); ai Mondiali di Lenzerheide 2025, sua prima presenza iridata, ha vinto la medaglia d'argento nella staffetta, quella di bronzo nella partenza in linea e si è classificata 16ª nella sprint, 33ª nell'inseguimento, 8ª nell'individuale e 4ª nella staffetta mista. Non ha preso parte a rassegne olimpiche.

## Palmarès

### Mondiali
- 2 medaglie:
  - 1 argento (staffetta a Lenzerheide 2025)
  - 1 bronzo (partenza in linea a Lenzerheide 2025)

### Coppa del Mondo
- Miglior piazzamento in classifica generale: 10ª nel 2025
- 8 podi (2 individuali, 6 a squadre):
  - 5 secondi posti (2 individuali, 3 a squadre)
  - 3 terzi posti (a squadre)